# 旅足橋
旅足橋（たびそこばし）は、岐阜県加茂郡八百津町にある橋である。日本で唯一の構造を持つ。

## 概要
旅足川が木曽川に合流する地点付近の国道418号(旧道)にある、赤い吊橋である。新旅足橋の完成以前は八百津町民の生活道路として利用されていた。南には丸山ダムの丸山蘇水湖が広がり、北は旅足川であるが橋からは川は見えない。
近い将来丸山ダムがかさ上げにより新丸山ダムになると水位が上がり、洪水時には水没する可能性が増大する。そのため、橋の保存に向けてさまざまな検討がされている。

## 構造
つり橋の構造は、デビッド・スタインマン (David B.Steinman) が考案したもので、同種の構造を持つものは世界で5つしか架設されておらず、日本ではこの旅足橋が唯一である。
- 設計者：笹戸松二
- 架設者：（株）横河橋梁製作所

構造の名前としては、特徴的な吊材であるアイバーから取って「アイバー吊り橋」、設計者の名前から取って「スタインマン型(Steinman type)」、同型の橋が最初にかけられた都市の名前から「フロレアノーポリス型(Florianópolis type)」等と呼ばれる。
他の橋は以下の4つである。
- エルシリオ・ルス橋（英語版） - 1926年竣工
- シルバーブリッジ（英語版） - 1928年竣工、1967年崩壊
- セント・メアリーズ橋(St. Marys Bridge) - 1928年竣工[2]、1967年シルバーブリッジの崩壊を受けて閉鎖解体され、1973年着工のハイ・カーペンター・メモリアル・ブリッジ（英語版）に更新された
- ウォルター・テイラー橋（英語版） - 1936年竣工

## 詳細
- 2008年に橋のすぐ東で大きな落石があり、長い間通行不能となっていたが2020年6月現在は自家用車で通行することができる。
- 丸山ダム完成以前は同名の小さな橋が架かっていた。
- この区間の付替道路として、一般国道418号丸山バイパスが建設されており、旅足川には新旅足橋が架けられている[1]。

## 周辺
- 丸山ダム
- 国道418号
- 旅足川
- 杉原千畝記念館
- 人道の丘公園
- 深沢峡（五月橋）
- 新旅足橋